# 田原警察署
田原警察署（たはらけいさつしょ）は、愛知県警察が管轄する警察署の一つである。

## 所在地
- 愛知県田原市加治町東天神8-2[1]

## 管轄区域
- 田原市[1]

## 沿革
- 1876年（明治9年）12月 - 愛知県渥美郡田原村大字田原字本町48番地において、警察第四方面出張所第一分署として成立したのを嚆矢とする[2]。
- 1877年（明治10年）2月 - 豊橋警察署田原分署と改称[2]。
- 1880年（明治13年）2月15日 - 大字田原字柳町に庁舎を新築し、移転[2]。
- 1910年（明治43年）5月 - 大字田原字新町65番地の1に庁舎移転[3]。
- 1922年（大正11年）1月 - 豊橋警察署より分離独立し、田原警察署となる[3]。
- 1948年（昭和23年）3月7日 - 旧警察法制定により、愛知県警察部田原警察署を廃止[3]。自治体警察の田原町警察、福江町警察が発足する[3]。周辺村は国家地方警察の渥美地区警察署の管轄となる[3]。
- 1951年（昭和26年） - 旧警察法改正で自治体警察の田原町警察、福江町警察廃止[3]。渥美地区警察署に統合[3]。
- 1954年（昭和29年）7月1日 - 愛知県警察発足で、渥美地区警察署の一部を管轄区域として、愛知県田原警察署が発足する[3]。
- 1963年（昭和38年）3月30日 - 大字加治字東天神8の2において、鉄筋コンクリート造2階建て庁舎を新築し、移転[3]。
- 2011年（平成23年）7月25日 - 庁舎を新築。これによって、当署で運転免許の更新が可能になる[4]。

## 組織
- 警務課
  - 警務係
  - 住民サービス係
  - 留置管理係
- 会計課
  - 会計係
- 生活安全課
  - 生活安全係
- 地域課
  - 地域総務係
  - 地域(第一係～第三係)
- 刑事課
  - 捜査係
- 交通課
  - 交通総務係
  - 指導取締係
  - 事故捜査係
- 警備課
  - 警備係
  - 災害対策係

## 幹部交番
（ ）の中は所在地
- 福江幹部交番[1]（田原市福江町中羽根103番地）

## 交番
（ ）の中は所在地
- 田原駅前交番（田原市田原町東大浜19番地3）

## 駐在所
（ ）の中は所在地
- 浦駐在所（田原市浦町西畑117番地）
- 六連駐在所（田原市六連町貝場133番地1）
- 南神戸駐在所（田原市南神戸町竪障子32番地1）
- 高松駐在所（田原市高松町谷倉2番地4）
- 赤羽根駐在所（田原市赤羽根町天神83番地）
- 若見駐在所（田原市若見町権亟地58番地）
- 野田駐在所（田原市野田町籠田66番地3）
- 泉駐在所（田原市伊川津町郷中97番地6）
- 和地駐在所（田原市和地町瀬戸山39番地）
- 堀切駐在所（田原市堀切町出口21番地1）